# Yoraidil Pérez
Yoraidil Pérez es una exfutbolista panameña que jugó como mediocampista .

## Trayectoria

### ANAFUFE
Yoraidil Pérez participó en diferentes equipos en la antigua ANAFUFE.

### SD Atlético Nacional
En 2017 debutó con el club en la Liga de Fútbol Femenino ganando el torneo del 2017. Quedó subcampeona de la Liga de Fútbol Femenino (Panamá) 2018 y del Torneo Clausura 2019 LFF. Salió campeona del Torneo Edición 2020 LFF. Disputó su ultimó torneo con el club Liga de Fútbol Femenino 2022 después de ese torneo se retiró.

## Selección nacional
Pérez jugó por primera vez con Panamá con la selección absoluta durante la clasificación para el Campeonato Femenino de CONCACAF 2014.

## Clubes
| Club                 | País   | Año         |
| -------------------- | ------ | ----------- |
| SD Atlético Nacional | Panamá | 2017 - 2022 |

## Palmarés

### Títulos nacionales
| Título           | Club                 | País   | Año  |
| ---------------- | -------------------- | ------ | ---- |
| Primera División | SD Atlético Nacional | Panamá | 2017 |
| Primera División | SD Atlético Nacional | Panamá | 2020 |